# Dicofol
Dicofol (ISO-naam) is een organische chloorverbinding, die gebruikt wordt als chemisch bestrijdingsmiddel tegen mijten (miticide) in de land- en tuinbouw. Het is structureel nauw verwant aan DDT; industrieel wordt dicofol overigens uit DDT bereid. DDT en daaraan verwante stoffen zijn dan ook als verontreiniging aanwezig in technisch dicofol. Technisch dicofol bevat ook een hoeveelheid isomeren van p,p'-dicofol die geen pesticidewerking hebben, in het bijzonder o,p-dicofol (met een 4-chloorfenyl- en een 2-chloorfenylgroep).
Dicofol werd in 1957 geïntroduceerd door het Amerikaanse bedrijf Rohm & Haas onder de merknaam Kelthane (tegenwoordig een merknaam van Dow AgroSciences).

## Synthese
Dicofol wordt uit DDT bereid in een driestapsproces. Eerst wordt DDT met een base, zoals natriumhydroxide, gedehydrohalogeneerd tot 1,1-bis-(chloorfenyl)-dichlooretheen (DDE). Dit tussenproduct wordt gechloreerd tot 1,1-bis-(chloorfenyl)-1,2,2,2-tetrachloorethaan (Cl-DDT). Cl-DDT wordt dan door hydrolyse omgevormd tot dicofol.
Daarna volgt nog een zuiveringsstap met solventextractie om de resterende DDT en analoge stoffen zo veel mogelijk te verwijderen. Een andere techniek om gezuiverd dicofol te bekomen is de omkristallisatie van dicofol uit een geschikt oplosmiddel.

## Toepassingen
Dicofol wordt ingezet tegen verschillende soorten mijten, vooral op fruitteelten (appels, druiven, meloenen en dergelijke meer) en sierplanten. Het wordt ook verspoten op de gevels van gebouwen. Het is vooral werkzaam tegen spintmijten. Het is niet systemisch en werkt door contact van de residuen op de bladeren met de mijten.
Resistentievorming tegen dicofol bij mijten is reeds in 1960 vastgesteld. De gebruiksvoorwaarden stipuleren daarom dat het maximaal tweemaal per jaar mag toegepast worden.

## Regelgeving
Dicofol is, volgens de Europese Richtlijn 91/414/EEG betreffende het op de markt brengen van gewasbeschermingsmiddelen, een bestaande stof, die moest worden onderzocht op zijn effecten op de menselijke gezondheid en op het milieu met het oog op een eventuele opneming in de lijst van toegelaten middelen. In afwachting van dit onderzoek besliste de Europese Unie reeds dat dicofol niet gebruikt mocht worden als het minder dan 78% zuiver is of als er meer dan 1 gram DDT of aan DDT verwante verbindingen per kilogram in voorkomen (dicofol dat met moderne productietechnieken is bereid, bv. volgens U.S.Patent 5118881, voldoet aan deze zuiverheidseisen). Tevens viel die stof onder de bepalingen van de Europese verordening betreffende de in- en uitvoer van gevaarlijke stoffen. Ze mag enkel geëxporteerd worden buiten de EU als het ontvangende land vooraf in kennis is gesteld van de export.
Het resultaat van het onderzoek van dicofol, afgerond in 2008, was dat de stof niet werd opgenomen in de lijst van toegelaten middelen. De blootstelling aan de stof zou voor toedieners en werknemers groter zijn dan wat aanvaardbaar is; en er waren onvoldoende gegevens om het risico voor consumenten te beoordelen. Bestaande erkenningen voor producten met dicofol moeten volgens de beschikking ten laatste op 1 maart 2009 ingetrokken zijn.

## Toxicologie en veiligheid
Dicofol heeft de kenmerken van een POP (persistente organische polluent): vrij lange persistentie in het milieu en een hoog potentieel voor bioaccumulatie. Ze kan zich met andere woorden in de voedselketen opstapelen. De stof is giftig voor waterorganismen. Het is een van de prioritaire stoffen op het gebied van het waterbeleid in de Europese Unie, waarvoor gestreefd wordt naar het stopzetten of geleidelijk beëindigen van lozingen of emissies in water en de vermindering van de verontreiniging.
De hydrolyse in water is sterk afhankelijk van de zuurtegraad: bij pH 7 is de halveringstijd 3,3 dagen; bij pH 5 echter 85 dagen en bij pH 9 slechts 26 minuten.
Dicofol is irriterend voor de huid en de luchtwegen. De stof kan effecten hebben op het centraal zenuwstelsel, de lever en de nieren.
De Wereldgezondheidsorganisatie (WHO) heeft dicofol ingedeeld in klasse III, slightly hazardous (weinig schadelijk).